# Staveley-in-Cartmel
Staveley-in-Cartmel – wieś i civil parish w Anglii, w Kumbrii, w dystrykcie (unitary authority) Westmorland and Furness. Leży 70 km na południe od miasta Carlisle i 361 km na północny zachód od Londynu. W 2011 roku civil parish liczyła 405 mieszkańców.